# Яковлевский сельский совет (Лозовский район)
Яковловский сельский совет — входит в состав Лозовского района Харьковской области
Украины.
Административный центр сельского совета находится в селе Яковлевка.

## История
- 1991 — дата образования.

## Населённые пункты совета
- село Яковлевка
- село Веселое
- посёлок Нижняя Краснопавловка
- село Отдыхное
- село Сергеевка
- село Степановка